# Тиндорф
Тиндорф (њем. Thiendorf) општина је у њемачкој савезној држави Саксонија. Једно је од 34 општинска средишта округа Мајсен. Према процјени из 2010. у општини је живјело 2.255 становника. Посједује регионалну шифру (AGS) 14627290.

## Географски и демографски подаци
Тиндорф се налази у савезној држави Саксонија у округу Мајсен. Општина се налази на надморској висини од 153 метра. Површина општине износи 50,5 km². У самом мјесту је, према процјени из 2010. године, живјело 2.255 становника. Просјечна густина становништва износи 45 становника/km².